# S-CDT
S-CDT (serum carbohydrate deficient transferrin), är ett sätt att undersöka om en patient under en längre tid har haft en hög alkoholkonsumstion, till skillnad från analys av etanol i blodet som bara kan mäta alkohol intaget innan provtagningen. Alkoholintag påverkar glykosyleringen av transferrin i levern och ett förhållande mellan olika transferrinmolekyler är vad som mäts.